# ويلبرت مكلور
ويلبرت مكلور (بالإنجليزية: Wilbert McClure)‏ (مواليد 29 أكتوبر 1938) هو ملاكم أمريكي، مثّل بلاده في الألعاب الأولمبية الصيفية 1960 وحقق الميدالية الذهبية في فئة الوزن المتوسط الخفيف.

## روابط خارجية
- ويلبرت مكلور على موقع بوكس ريك (الإنجليزية) (registration required)
- ويلبرت مكلور على موقع اللجنة الأولمبية الدولية (الإنجليزية)
- ويلبرت مكلور على موقع أوليمبيديا (الإنجليزية)